# Andrei Tivontschik
Andrei Tivontchik (belarussisch Андрэй Цівончык, Andrej Ziwontschyk; * 13. Juli 1970 in Gorki, Russische SFSR, Sowjetunion) ist ein ehemaliger deutscher Stabhochspringer belarussischer Herkunft und Olympiadritter.

## Sportliche Karriere
Er wuchs in der Weißrussischen SSR auf und nahm 1989 als 19-Jähriger mit 5,40 m den vierten Platz der Junioren-Weltbestenliste im Stabhochsprung ein.
1992 wurde er mit einer Höhe von 5,20 m belarussischer Meister. Mithilfe von Sponsoren siedelte er 1993 nach Deutschland über und ließ sich einbürgern, sodass er zu den Europameisterschaften 1994 in Helsinki in der deutschen Mannschaft starten konnte (Platz sechs im Stabhochsprung: 5,70 m). Im Vorjahr seines olympischen Medaillenerfolges, 1995, steigerte er den deutschen Rekord auf 5,80 m und gewann die Bronzemedaille bei den Hallenweltmeisterschaften in Barcelona. 1996 erreichte er mit 5,95 m seine persönliche Bestleistung und gewann bei den Olympischen Spielen in Atlanta die Bronzemedaille. Dafür erhielt er – wie alle Medaillengewinner bei Olympischen Spielen – vom Bundespräsidenten das Silberne Lorbeerblatt.
Seine Hoffnungen auf einen Start bei den Olympischen Spielen 2000 in Sydney musste er wegen einer Knieoperation fallenlassen.
Im Jahre 2001 trat er vom aktiven Sport zurück. In seiner Wettkampfzeit war er 1,84 m groß und wog 78 kg.

## Vereinszugehörigkeiten
Tivontschik startete ab 1993 für das LAZ Zweibrücken und ab 1999 für den USC Mainz.

## Weiterer Berufsweg
Nach seinem Rücktritt vom aktiven Sport 2001 wurde Tivontchik Trainer und ging als Nationaltrainer für Stabhochsprung ins Emirat Katar. 2004 kehrte er nach Deutschland zurück und wurde Stabhochsprungtrainer am Bundesstützpunkt Zweibrücken. Ab November 2005 war er DLV-Stabhochsprung-Bundestrainer der männlichen U-20. Ab November 2008 war er Bundestrainer der Frauen Stabhochsprung. Seit 2018 ist er Bundestrainer Männer Stabhochsprung.